# Halichondria cristata
Halichondria cristata är en svampdjursart som beskrevs av Sarà 1978. Halichondria cristata ingår i släktet Halichondria och familjen Halichondriidae. Inga underarter finns listade i Catalogue of Life.